# Chartreuse de Montello
La chartreuse Sainte-Marie et Saint-Jerôme de Montello est un ancien monastère de chartreux, situé dans une grande forêt, proche d'une source karstique, dans un endroit appelé Valle delle Tre Fonti (Vallée des trois sources), près de la crête de la colline de Montello, à 25 kilomètres au nord de Trévise dans l'actuelle municipalité de Nervesa della Battaglia en Italie. C'était la première chartreuse fondée en Vénétie.

## Histoire
Selon le manuscrit Chronica Domus seu Monasterii Huius Montelli Cartusiensis Ordinis écrit par Antoine de Macis, dans la première moitié du XVe siècle, Giovanni di Santa Giuliana di Fassa, originaire du Val di Fassa mais résidant à Venise, à la suite d'une vision, décide de déménager dans une grotte à Montello et de vivre comme un ermite. Le moine érige ou restaure également un modeste lieu de culte dédié à saint Jérôme.
Au-delà de la chronique, probablement imprégnée de rumeurs et de légendes, certains documents prouvent la présence d'un ermitage dans la région depuis le XIIIe siècle.
L'ermite, fixé sur le site depuis 1320, groupe des disciples qui envisagent de se donner aux ermites de Saint-Augustin, puis aux camaldules. Giovanni da Fassa quitte le lieu, voulant atteindre un endroit plus paisible et isolé. Peu de temps après, le Vénitien Giannotto da Luca, suivi de quelques compagnons, construit un véritable monastère près de la grotte, aidé par les dons du comte Schinella V de Collalto (it) et du prieur de l'hôpital Saint-Jean-et-Saint-Paul.
Plus que des raisons religieuses, les intérêts économiques sont à l'origine de la fondation : en 1338, en effet, la République de Venise conquiert Trévise et prend ainsi possession des ressources forestières de la colline. En 1340, Schinella V de Collalto pose la première pierre de l'église. Les Collalto sont aussi les fondateurs de l'abbaye de Saint-Eustache (it). En 1346, le monastère est sous le patronage des  camaldules de San Matteo de Murano, mais seulement pour une courte période. Une grave crise s'ensuit, peut-être à cause de la peste.
La fondation de cette chartreuse est décidée en 1349, après une enquête dont est chargé Dom Bonifazio Mercerio, prieur de Bologne. La chartreuse est organisée et soutenue par des moines et nobles vénitiens. Sous l’influence du prieur de la chartreuse de Bologne, Jeanneto de Bucca, citoyen de Venise ; les frères Tolberto et Schinella  de Collalto, comtes de Trévise fondent la chartreuse. Les comtes de Collalto (it) sont des bienfaiteurs et sont considérés comme fondateurs, comme signifié sur le tableau du XVIIe. Parmi les bienfaiteurs, on remarque aussi Manfrède de Collalto (it), comte de Trévise, qui augmente la fondation par ses libéralités. À partir de 1349, la chartreuse est gérée par son propre recteur.
En 1351, par suite de la peste, on se demande s'il faut persévérer dans le projet de créer une chartreuse. C'est pour en décider que deux prieurs, Dom Petrus de Porta, prieur de la Chartreuse de Valbonne  et Dom Bonifazio Mercerio, prieur de la Chartreuse de Casotto, sont envoyés, suivant l'usage de l'ordre, comme commissaires pour diriger la construction.
Après des débuts très difficiles, la maison devient prospère et ses édifices sont admirés.
Le chapitre général urbaniste s’y réunit deux fois, en 1391 et 1392. L'église est consacrée en 1396 par le patriarche de Constantinople Angelo Correr, futur pape Grégoire XII.La peste la ravage en 1405.
Après divers événements, la République de Venise prend le contrôle définitif de la région de Trévise vers la fin du XIVe siècle. Pour rationaliser l'exploitation de la forêt, Venise confisque tout Montello et le monastère  doit vendre des terres, mais il peut compter sur le contrôle de diverses autres propriétés dispersées dans la Marche trévisane et à Trévise même.
Conservée par la république de Venise lors de la suppression de monastères en 1768, elle recueille les religieux de Padoue et de Vedana.
La chute de la république, véritable protecteur de la chartreuse, est suivie de la domination française et des suppressions napoléoniennes. En 1806, le monastère est supprimé et les biens confisqués, tandis que les religieux sont unis à la chartreuse de Saint-André-du-Lido de Venise. En 1809, le monastère est mis aux enchères et peu de temps après acheté par Gaspare Novello, maire de Selva del Montello. Le nouveau propriétaire, désireux de défricher le terrain pour cultiver un bosquet, démolit le monastère et encourage les gens à emporter les restes, pour être réutilisés pour la construction.
En 1815, un petit oratoire est construit, en mémoire de la Chartreuse, connu sous le nom de grotte de San Girolamo (45° 49′ 34″ N, 12° 10′ 06″ E), à proximité de l'ancien site de l'ermitage dont on peut encore voir des niches creusées dans les murs. Le maître-autel de l'église de Bavaria à Nervesa della Battaglia appartenait à l'église du monastère. En 1863, ce qui reste du cimetière est démantelé et les restes de 138 religieux sont inhumés dans l'église paroissiale de Giavera del Montello.
Pendant la Première Guerre mondiale, la région de Montello est le théâtre de batailles sanglantes entre les troupes italiennes et austro-hongroises, notamment la « Battaglia del Solstizio » (bataille du Solstice) entre le 15 et le 23 juin 1918, qui conduisent à la destruction totale de l'ancienne chartreuse.
Aujourd'hui, il ne reste presque plus rien de la chartreuse. Il ne reste de l'imposante chartreuse qu'une estampe et le souvenir que le poète Luigi Carrer (it) en fait « l'apparition de ces robes blanches parmi le vert des bois .»

## Moines de Montello
- Antoine de Macis, se nommait lui-même Antonius de Græcia, dictus de Macis. Il est né à Kaminitza, la Dymé antique en Achaïe. En 1390, il est novice à Bologne. Il est transféré à Freudnitz, d’où il passe en 1398 à Montello, où il devient procureur et est élu prieur en 1407. L’année suivante, il passe avec la même charge à Farneta. Déposé en 1410, il revient à Montello comme procureur. En 1419, il est nommé prieur de Parme. Il meurt en 1430.

- Simon Zanacchi (†1497), profès de la chartreuse de Parme, prieur en 1458, de Pise en 1459, de Bologne en 1466, de Montello en 1467, prieur de Parme en 1472, à nouveau de Pise en 1489, convisiteur de la province de Toscane de 1486 à 1488.

## Iconographie
Tableau de la fin du XVIIe siècle dans le Musée de la Grande Chartreuse (Notice no PM38000938)